# Psyllobora vigintiduopunctata
Psyllobora vigintiduopunctata (Linnaeus, 1758) è un coleottero appartenente alla famiglia delle Coccinellidae.

## Descrizione

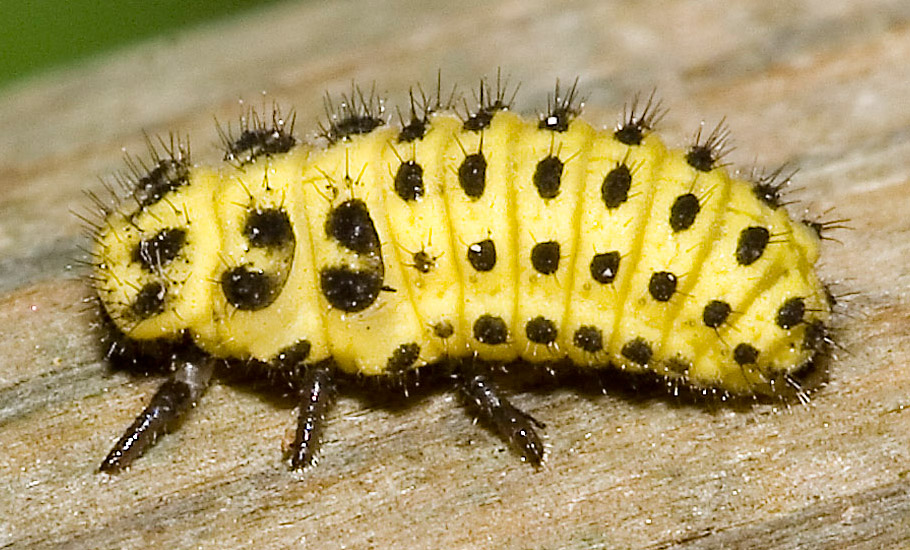
Larva di Psyllobora vigintiduopunctata

Risulta estremamente semplice accostare le larve alla forma adulta in quanto entrambi hanno una colorazione assai simile. Le antenne e gli arti hanno colore giallo più scuro, il bordo esterno della tibia è nero. Il periodo di attività va da marzo a novembre.

### Adulto
La coccinella adulta ha dimensioni comprese tra 3 e 5 mm. Le elitre hanno un fondo di colore giallo acceso con 11 (a volte 10) puntini neri ciascuna. Il pronoto (primo segmento toracico) ha anch'esso colorazione gialla con 5 puntini neri.

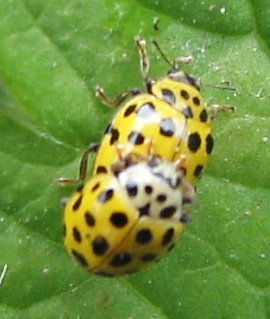
Adulti di Psyllobora vigintiduopunctata in fase di accoppiamento

I maschi sono distinguibili dalle femmine in quanto appaiono con una colorazione relativa al pronoto più chiara, quasi biancastra. Le femmine hanno invece un'intensità di colore uniforme in tutto il corpo.

### Larva
La larva ha un corpo molliccio con forma ovoidale. La colorazione è simile a quella dell'adulto, presenta infatti fondo giallo rivestito da numerosi puntini neri, con testa e arti completamente neri. Sono inoltre presenti delle scure estroflessioni in corrispondenza delle macchie nere.
 Presenta zampe locomotorie, utili all'insetto per muoversi sulle foglie.

## Distribuzione e habitat
Molto diffusa in tutta Europa. Presente in Italia, isole comprese, dalla pianura fino a 1200 metri. Si rinviene nei giardini e nei campi sull'erba, arbusti e rami bassi degli alberi.
È molto diffusa anche in Asia, in particolare in Iran.

## Biologia
Si nutre principalmente di micelio di funghi parassiti (oidio) che ricoprono le foglie con una sottile patina o muffetta bianca.
L'alimentazione delle larve è molto simile a quella degli adulti, si nutrono anch'esse infatti di micelio di oidio.
È un insetto dalle abitudini diurne anche se è reperibile anche di notte presso i lampioni in quanto gli occhi composti di questi insetti sono sensibili ai raggi UV. Gli adulti sfarfallano a primavera avanzata, verso Aprile, e rimangono attivi fino alla fine dell'estate così come le larve.

## Sinonimi
- Thea vigintiduopunctata LINNEUS 1758